# Robert Turcan
Pour les articles homonymes, voir Turcan.
Robert Turcan, né le 22 juin 1929 à Paris et mort le 16 janvier 2018 à Craponne, est un archéologue et historien français.
Il est spécialiste d'archéologie et de l'Antiquité romaine.

## Biographie
Élève à l'École normale supérieure en 1952, il y réalise des « canulars anti-communistes » et y passe son agrégation de lettres, qu'il obtient en 1955, et poursuit ses études à l'École française de Rome, de 1955 à 1957.
Il travaille alors comme assistant de langue et littérature latines à la Faculté des lettres de Lyon (de 1957 à 1963) puis chargé d’enseignement à la Faculté des lettres de Lyon (de 1963 à 1967) - tout en travaillant à sa thèse, qu'il soutient en 1966. 
Il fait alors carrière comme maître de conférences à la Faculté des lettres de Lyon (1967 à 1987) puis professeur d’archéologie romaine et gallo-romaine à l'université Paris IV (1987 à 1994).
Il est élu membre de l'Académie des Inscriptions et Belles-Lettres en 1990.
Il meurt le 16 janvier 2018.

## Œuvre
Dans ses travaux, Robert Turcan a mis en exergue l'importance des orientalismes (Cybèle, Dionysos, Mithra, Isis, etc.) dans la vie de Rome, notamment via ses ouvrages Mithra et le mithracisme (1993) et Recherches Mithriaques (2016).
En 2017, il publie la thèse Tibère dans laquelle il revisite le parcours du deuxième empereur en lui conférant habileté et prudence.

## Responsabilités scientifiques
- Membre des comités de direction et de rédaction de la Revue archéologique.
- Membre de la Société des Études latines.
- Membre de l’Association des Études grecques.
- Membre de la Société nationale des Antiquaires de France.
- Membre du Deutsches archäologisches Institut (Berlin).
- Membre du Comité national du C.N.R.S.
- Membre de l’Académie centrale européenne de Science et Art.

## Vie privée
Marié en 1956 à Marie Deléani (1930-2019), il est le père d'Anne-Marie Turcan-Verkerk et d'Isabelle Turcan.

## Décorations
- Officier de la Légion d'honneur
- Commandeur de l'ordre des Palmes académiques
- Officier de l'ordre des Arts et des Lettres

## Publications
- Les sarcophages romains à représentations dionysiaques. Essai de chronologie et d'histoire religieuse (thèse), E. De Boccard, 1966, 684 + 64 planches (ASIN B005HKGG6A).

Benoit Fernand, « compte-rendu de lecture de la thèse de Robert Turcan », Revue belge de philologie et d'histoire, t. 45, no 3,‎ 1967, p. 908-910 (lire en ligne).
Gérard Siebert, « compte-rendu de lecture de la thèse de Robert Turcan », Revue des Études Grecques, t. 83, nos 394-395,‎ janvier-juin 1970, p. 204-206 (lire en ligne).
Jean Ch. Balty, « compte-rendu de lecture de la thèse de Robert Turcan », L'antiquité classique, t. 40, no 2,‎ 1971, p. 804-808 (lire en ligne).
- Mithras Platonicus: recherches sur l'hellénisation philosophique de Mithra, 1975, (Études préliminaires aux religions orientales dans l'Empire romain, publieés par M. J. Vermaseren, tome 47), Leiden: E.J.Brill
- Héliogabale et le sacre du soleil, Paris, Albin Michel, coll. « L'homme et l'événement », 1985, 282 p. (ISBN 978-2-226-02316-2)
- Les cultes orientaux dans le monde romain (1989), Paris, Les Belles Lettres, coll. « Histoire », 1992, 2e éd., 397 p. (ISBN 2-251-38001-9)** (en) The Cults of the Roman Empire, Blackwell Publishers, coll. « Ancient World », 1996, 416 p. (ISBN 978-0-631-20047-5) (trad. de la 2e éd.)
- Mithra et le Mithriacisme (1993), Paris, Les Belles Lettres, coll. « Histoire », 2000, 2e éd., 191 p. (ISBN 978-2-251-38023-0)
- L'art romain, Paris, Flammarion, 1995 (ISBN 978-2-08-010187-7)
- Constantin et son temps : le baptême ou la pourpre ?, Paris, Faton, 2006, 318 p. (ISBN 978-2-87844-085-0)
- Hadrien, souverain de la romanité, Dijon, Faton, 2009, 214 p. (ISBN 978-2-87844-119-2, présentation en ligne)
- Vivre à la Cour des Césars, Paris, Belles Lettres, coll. « Realia », 2009, 346 p. (ISBN 978-2-251-33830-9)
- Le temps de Marc Aurèle (121-180) : Une crise des esprits et de la "paix romaine", Paris, Faton, 2012, 239 p. (ISBN 978-2-87844-159-8)
- Recherches mithriaques. Quarante ans de questions et d'investigations, Paris: Les Belles Lettres, Collection : L'Âne d'or, 2016. (522 pages)  (ISBN 978-2-251-42063-9)
- Tibère, Paris, Les Belles Lettres, 2017, 348 p. (ISBN 978-2-251-44687-5)